# قلعه افراسیاب خان
قلعه افراسیاب خان مربوط به دوره قاجار است و در ارسنجان، خیابان ولی عصر، روبروی مسجد صاحب الزمان واقع شده و این اثر در تاریخ ۱۲ بهمن ۱۳۸۱ با شمارهٔ ثبت ۷۱۶۶ به‌عنوان یکی از آثار ملی ایران به ثبت رسیده‌است.